# ジョナソン・ニース
ジョナソン・ジョゼフ・ニース（Jonathon Joseph Niese, 1986年10月27日 - ）は、アメリカ合衆国・オハイオ州アレン郡ライマ出身の元プロ野球選手。投手。左投左打。

## 経歴

### プロ入り前
オハイオ州ライマで生まれディファイアンスで育った。デファイアンス高等学校時代にはチャド・ビリングズリーとチームメートだった。

### プロ入りとメッツ時代

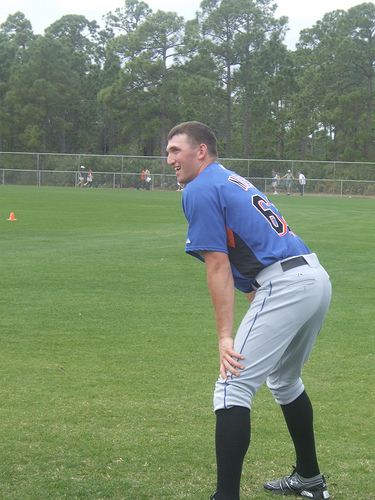
2009年

2005年のMLBドラフト7巡目（全体209位）でニューヨーク・メッツから指名され、プロ入り。
2008年9月2日のミルウォーキー・ブルワーズ戦でメジャー初登板した。先頭打者のリッキー・ウィークスに本塁打を打たれる。初登板した投手が先頭打者に本塁打を打たれたのはメッツの歴史上初の出来事であった。この試合3回を投げて5失点を喫してしまった。2回目の登板となった9月13日のアトランタ・ブレーブス戦では8回を投げて無失点に抑え初勝利を記録した。
2009年5月6日、オリバー・ペレスの負傷によりAAA級バッファロー・バイソンズからメジャー昇格した。このシーズン初登板ではピッツバーグ・パイレーツ戦で6回を投げ2失点と好投した。
2010年6月10日、サンディエゴ・パドレス戦でキャリア初の完封勝利を記録。3回にクリス・デノーフィアに唯一の安打を許しただけでノーヒットノーランは逃したものの、被安打1・無四球というほぼ完璧な内容だった。
2011年は胸郭を痛めて8月23日の登板を最後にシーズンを終えたが、11勝で自身初の二桁勝利を達成。
2012年4月4日に2016年まで5年2550万ドル、2017年と2018年のオプションも含めると最大7年4600万ドルで契約を結んだ。シーズンでは勝利、防御率、奪三振、投球回数などで自己最高の成績を残した。
2013年は6月に肩を痛めて故障者リスト入りしたため、規定投球回に届かず、連続二桁勝利も2年でストップしたが、3シーズンぶりの完封勝利を含む8勝を挙げ、防御率も3.71だった。
2014年は規定投球回に達したが、またしても二桁勝利は逃した。また、肩痛・肘痛・心拍数の上昇などを発症し、故障が多い印象は残った。だが、防御率・与四球率等の数字を改善した。
2015年、33試合に登板したが、防御率は4年ぶりの4.00超え、四球は5年ぶりの50超え、被本塁打は3年ぶりの20本超え、二桁勝利は3年連続の未到達となった。

### パイレーツ時代

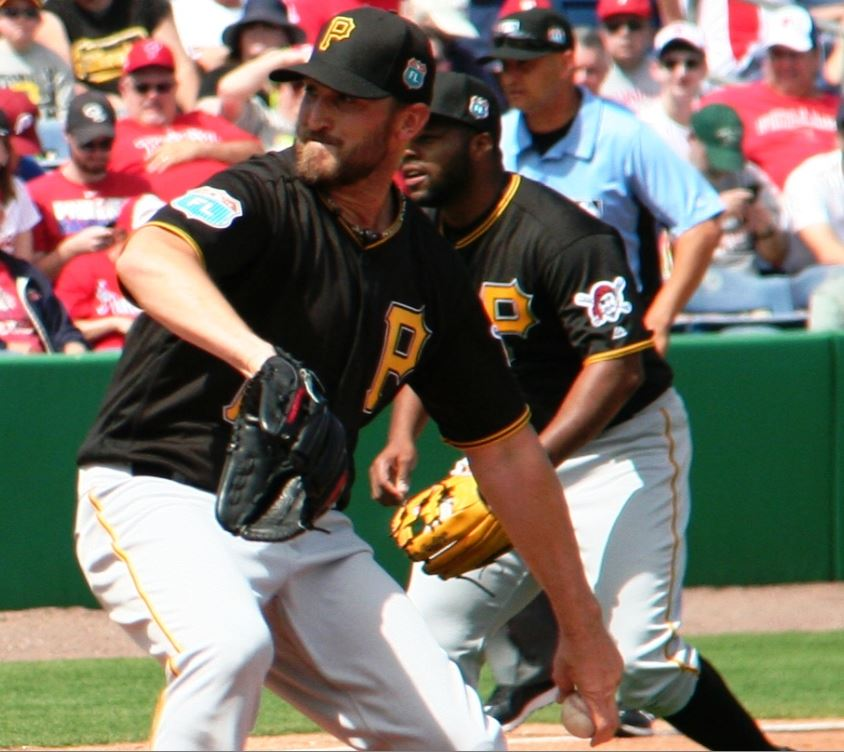
ピッツバーグ・パイレーツ時代
(2016年3月8日)

2015年12月9日にニール・ウォーカーとのトレードで、パイレーツへ移籍した。

### メッツ復帰
2016年8月1日にアントニオ・バスタルドとのトレードで、メッツへ移籍した。左肘を痛め、8月24日に15日間の故障者リストに入り、9月17日には60日間の故障者リストに入った。オフの11月3日にFAとなった。

### メッツ退団後
2017年2月20日、ニューヨーク・ヤンキースとマイナー契約を結び、同年のスプリングトレーニングに招待選手として参加することになった。3月26日に自由契約となったが、3月28日にマイナー契約で再契約した。この年のメジャー昇格はなく、7月7日に自由契約となった。
2018年1月31日、テキサス・レンジャーズとマイナー契約を結んだが、開幕前に自由契約となった。
2019年4月1日に独立リーグ・アトランティックリーグのロングアイランド・ダックスと契約したが、登板ないまま4月22日にマイナー契約でシアトル・マリナーズに移籍した。

## 投球スタイル
89～92mph（約143.2～148.1km/h）のフォーシーム、89～91mphのツーシーム、87～89mphのカッター、73～77mphのカーブの4球種がメインで、主に対左打者用に83～86mphのチェンジアップも投げることがある

## 詳細情報

### 年度別投手成績
| 年 度     | 球 団     | 登 板 | 先 発 | 完 投 | 完 封 | 無 四 球 | 勝 利 | 敗 戦 | セ 丨 ブ | ホ 丨 ル ド | 勝 率 | 打 者 | 投 球 回 | 被 安 打 | 被 本 塁 打 | 与 四 球 | 敬 遠 | 与 死 球 | 奪 三 振 | 暴 投 | ボ 丨 ク | 失 点 | 自 責 点 | 防 御 率 | W H I P |
| --------- | --------- | ----- | ----- | ----- | ----- | -------- | ----- | ----- | -------- | ----------- | ----- | ----- | -------- | -------- | ----------- | -------- | ----- | -------- | -------- | ----- | -------- | ----- | -------- | -------- | ------- |
| 2008      | NYM       | 3     | 3     | 0     | 0     | 0        | 1     | 1     | 0        | 0           | .500  | 69    | 14.0     | 20       | 2           | 8        | 0     | 0        | 11       | 0     | 0        | 11    | 11       | 7.07     | 2.00    |
| 2009      | NYM       | 5     | 5     | 0     | 0     | 0        | 1     | 1     | 0        | 0           | .500  | 110   | 25.2     | 27       | 1           | 9        | 0     | 0        | 18       | 0     | 0        | 12    | 12       | 4.21     | 1.40    |
| 2010      | NYM       | 30    | 30    | 2     | 1     | 1        | 9     | 10    | 0        | 0           | .474  | 770   | 173.2    | 192      | 20          | 62       | 3     | 9        | 148      | 5     | 0        | 97    | 81       | 4.20     | 1.46    |
| 2011      | NYM       | 27    | 26    | 0     | 0     | 0        | 11    | 11    | 0        | 0           | .500  | 694   | 157.1    | 178      | 14          | 44       | 4     | 5        | 138      | 3     | 0        | 88    | 77       | 4.40     | 1.41    |
| 2012      | NYM       | 30    | 30    | 0     | 0     | 0        | 13    | 9     | 0        | 0           | .591  | 788   | 190.1    | 174      | 22          | 49       | 2     | 4        | 155      | 6     | 0        | 77    | 72       | 3.40     | 1.17    |
| 2013      | NYM       | 24    | 24    | 1     | 1     | 0        | 8     | 8     | 0        | 0           | .500  | 621   | 143.0    | 158      | 10          | 48       | 1     | 4        | 105      | 5     | 0        | 68    | 59       | 3.71     | 1.44    |
| 2014      | NYM       | 30    | 30    | 0     | 0     | 0        | 9     | 11    | 0        | 0           | .450  | 786   | 187.2    | 193      | 17          | 45       | 0     | 7        | 138      | 3     | 0        | 80    | 71       | 3.40     | 1.27    |
| 2015      | NYM       | 33    | 29    | 0     | 0     | 0        | 9     | 10    | 0        | 0           | .474  | 770   | 176.2    | 192      | 20          | 55       | 2     | 9        | 113      | 2     | 0        | 93    | 81       | 4.13     | 1.40    |
| 2016      | PIT       | 23    | 18    | 0     | 0     | 0        | 8     | 6     | 0        | 0           | .571  | 491   | 110.0    | 132      | 21          | 38       | 2     | 3        | 76       | 9     | 0        | 63    | 60       | 4.91     | 1.55    |
| 2016      | NYM       | 6     | 2     | 0     | 0     | 0        | 0     | 1     | 0        | 0           | .000  | 55    | 11.0     | 13       | 4           | 9        | 1     | 0        | 12       | 2     | 0        | 14    | 14       | 11.45    | 2.00    |
| '16計     | NYM       | 29    | 20    | 0     | 0     | 0        | 8     | 7     | 0        | 0           | .533  | 546   | 121.0    | 145      | 25          | 47       | 3     | 3        | 88       | 11    | 0        | 77    | 74       | 5.50     | 1.59    |
| 通算：9年 | 通算：9年 | 211   | 197   | 3     | 2     | 1        | 69    | 68    | 0        | 0           | .504  | 5154  | 1189.1   | 1279     | 131         | 367      | 15    | 41       | 914      | 36    | 0        | 603   | 538      | 4.07     | 1.38    |

- 2017年度シーズン終了時

### 背番号
- 49（2008年 - 2015年、2016年途中 - 同年終了）
- 18（2016年 - 同年途中）